# Komlódi református templom
A komlódi református templom műemlékké nyilvánított templom Romániában, Beszterce-Naszód megyében. A romániai műemlékek jegyzékében a BN-II-m-A-01635 sorszámon szerepel.